# Jikkyou Powerful Pro Yakyuu Portable 3
Jikkyō Powerful Pro Yakyū Portable 3 (実況パワフルプロ野球ポータブル3?) es un videojuego de béisbol para PlayStation Portable, fue desarrollado y publicado por Konami Digital Entertainment en 29 de mayo de 2008, exclusivamente en Japón. Es parte de la serie Jikkyō Powerful Pro Yakyū, y fue el tercer juego para el Portátil de Sony.
- Datos: Q18644262